# Marko Mandić

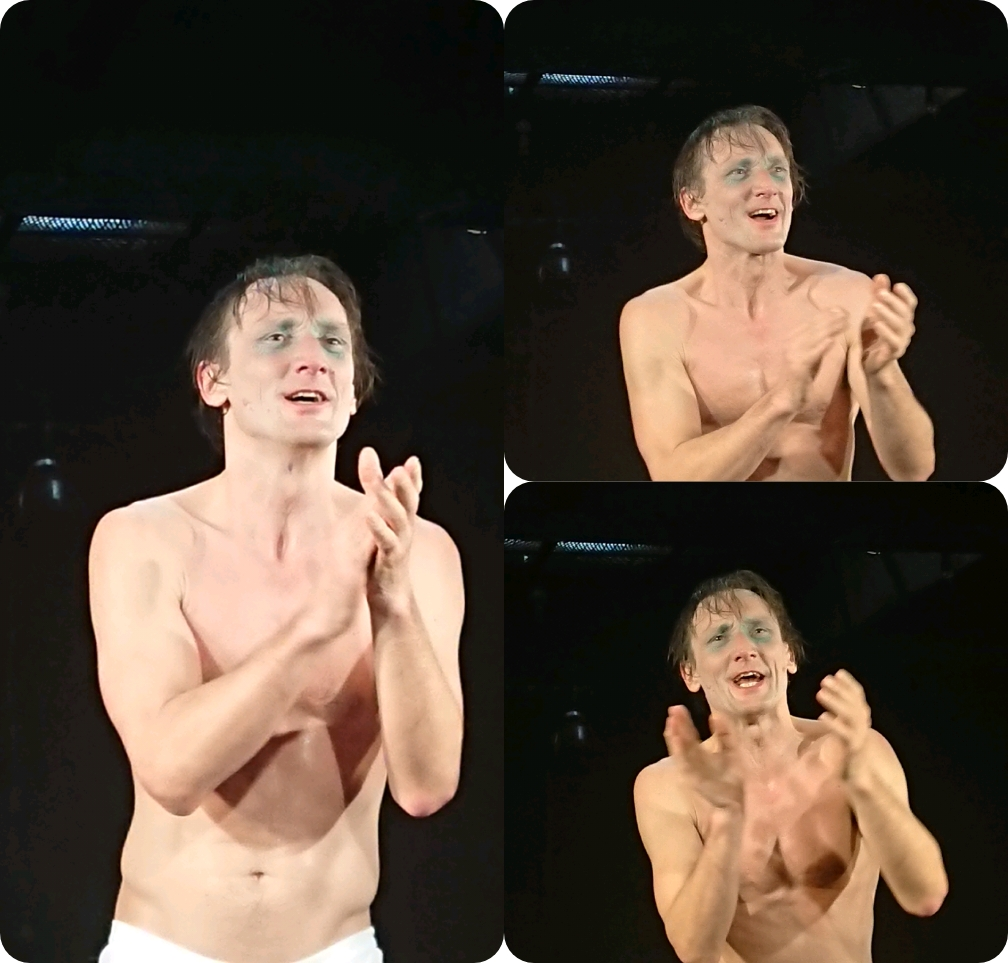
Marko Mandić

Marko Mandić (* 8. Juni 1974 in Slovenj Gradec) ist ein slowenischer Schauspieler.

## Leben

### Ausbildung und Theaterarbeit
Marko Mandić wurde in der damaligen Sozialistischen Föderativen Republik Jugoslawien geboren. Er studierte von 1993 bis 1998 Schauspiel an der Akademie für Theater, Radio, Film und Fernsehen (AGRFT) in Ljubljana und besuchte 1997 das Lee Strasberg Theatre Institute und HB Studio in New York, wo er mit Uta Hagen zusammenarbeitete. Nach Ende seiner Schauspielausbildung wurde Mandić Ensemblemitglied des Slowenischen Nationaltheaters Drama (SNG Drama) in Ljubljana. Dort erschien er seitdem sowohl in klassischen Stücken von Euripides (Iphigenie, 1998/99), Ibsen (Gespenster, 2007), Racine (Phèdre, 2003/04), Shakespeare (Der Sturm, 1999/00; Othello, 2001/02; Wie es euch gefällt, 2002/03) und Tschechow (Die Möwe, 2002/03; Platonow, 2010), als auch modernen Stoffen wie Trainspotting (1998/99), Hanif Kureishis Outskirts (2002/03) oder Martin Sperrs Jagdszenen aus Niederbayern (2010).
Erfolg war Mandić 2002 beschieden, als er für seine Darstellung des Christian in Thomas Vinterbergs Das Fest und für die des Jack Tinker in Sarah Kanes Gesäubert erstmals mit dem slowenischen Borštnik-Preis als bester Theaterschauspieler des Jahres ausgezeichnet wurde. Drei weitere Male gewann er die Auszeichnung – 2007 für Ivan Cankars Romantische Seelen und seinen Polybos in Ivo Svetinas Ödipus in Korinth, 2008 für seinen Graf vom Strahl in Das Käthchen von Heilbronn und 2009 für die Titelrolle des Macbeth nach Heiner Müller. Ebenfalls im Jahr 2009 erschien Mandić in der Soloperformance Viva Mandić, in der sein beruflicher Aufstieg durch Videoinstallationen dargestellt wird. Im selben Jahr erhielt er mit dem Preis der Prešeren-Stiftung eine hohe künstlerische Auszeichnung Sloweniens.

### Film- und Fernsehkarriere
Parallel zu seiner Arbeit im Theater erschien Mandić seit Mitte der 1990er Jahre auch in slowenischen Film- und Fernsehproduktionen, darunter Igor Šterks international preisgekröntem Kinodebüt Express, Express (1996). Seine erste Hauptrolle in einem Spielfilm bekleidete er in Miran Zupaničs Barabe! (2001), in dem er an der Seite von Katarina Stegnar den Anführer einer kriminellen Bande spielte. Weitere Hauptrollen folgten, darunter der Fernsehfilm Vladimir (2002), der Kurzfilm Vlažnost 81% (2004) sowie Vinko Möderndorfers Spielfilm Pokrajina št. 2 (2008), in dem Mandić einen Gemäldedieb spielt, der von seinem einstigen Lehrmeister verfolgt wird. 2007 wurde Mandić auf den 57. Internationalen Filmfestspielen von Berlin gemeinsam mit Schauspieltalenten wie dem Deutschen Maximilian Brückner oder der Französin Mélanie Laurent mit dem Shooting Star Award preisgekrönt.
Einem deutschen Fernsehpublikum wurde Mandić erstmals durch Dror Zahavis Spielfilm Zivilcourage (2010) bekannt, in dem er gemeinsam mit Arnel Taci ein skrupelloses und verwaistes Brüderpaar aus dem Kosovo spielte. Noch im selben Jahr erschien er in Dominik Grafs Im Angesicht des Verbrechens (2010). Im von der Kritik hochgelobten Krimi-Mehrteiler war Mandić als Joska Bodrov zu sehen, loyaler Kapo einer osteuropäischen Verbrecherbrigade. Der Part brachte ihm gemeinsam mit dem übrigen Schauspielensemble um Marie Bäumer, Mišel Matičević, Max Riemelt und Ronald Zehrfeld den Deutschen Fernsehpreis in der Kategorie Besondere Leistung Fiktion ein, während Im Angesicht des Verbrechens als Bester Mehrteiler ausgezeichnet wurde. Ab 2011 übernahm Mandić die wiederkehrende Rolle des Matej Kos in der Serie Na terapiji mit Igor Samobor in der Hauptrolle. Dabei handelt es sich um eine slowenische Version der US-amerikanischen Serie In Treatment – Der Therapeut.
Marko Mandić lebt in Ljubljana. Er ist mit seiner ein Jahr jüngeren Schauspielkollegin Pia Zemljič verheiratet.

## Theaterstücke (Auswahl)
| Jahr      | Theaterstück                                         | Rolle                                     | Bühne                                                                                             |
| --------- | ---------------------------------------------------- | ----------------------------------------- | ------------------------------------------------------------------------------------------------- |
| 1995–1996 | The Indian Wants The Bronx                           |                                           | Slowenisches Nationaltheater Drama (Ljubljana)                                                    |
| 1995–1996 | Antigone                                             |                                           | Akademie für Theater, Radio, Film und Fernsehen (AGRFT) (Ljubljana)                               |
| 1996–1997 | The Class Enemy                                      |                                           | Akademie für Theater, Radio, Film und Fernsehen (AGRFT) (Ljubljana)                               |
| 1997–1998 | Bachanallie                                          |                                           | Akademie für Theater, Radio, Film und Fernsehen (AGRFT) (Ljubljana) PDG Nova Gorica (Nova Gorica) |
| 1998–1999 | Iphigenie                                            |                                           | Slowenisches Nationaltheater Drama (Ljubljana)                                                    |
| 1998–1999 | Vladimir                                             |                                           | Slowenisches Nationaltheater Drama (Ljubljana)                                                    |
| 1998–1999 | The Complete Works of William Shakespeare (Abridged) |                                           | Slowenisches Nationaltheater Drama (Ljubljana)                                                    |
| 1998–1999 | Trainspotting                                        |                                           | Slowenisches Nationaltheater Drama (Ljubljana)                                                    |
| 1999–2000 | Family Stories                                       |                                           | Slowenisches Nationaltheater Drama (Ljubljana)                                                    |
| 1999–2000 | Der Sturm                                            |                                           | Slowenisches Nationaltheater Drama (Ljubljana)                                                    |
| 1999–2000 | Three Products Noordung                              |                                           | Slowenisches Nationaltheater Drama (Ljubljana)                                                    |
| 2001–2002 | Cassandra                                            |                                           | Slowenisches Nationaltheater Drama (Ljubljana)                                                    |
| 2001–2002 | Far Away                                             |                                           | Slowenisches Nationaltheater Drama (Ljubljana)                                                    |
| 2001–2002 | The Fourth Sister                                    |                                           | Slowenisches Nationaltheater Drama (Ljubljana)                                                    |
| 2001–2002 | Ursula                                               |                                           | Slowenisches Nationaltheater Drama (Ljubljana)                                                    |
| 2001–2002 | Othello                                              |                                           | Slowenisches Nationaltheater Drama (Ljubljana)                                                    |
| 2001–2002 | Gesäubert                                            | John Tinker                               | Slowenisches Nationaltheater Drama (Ljubljana)                                                    |
| 2001–2002 | Das Fest                                             | Christian                                 | Slowenisches Nationaltheater Drama (Ljubljana)                                                    |
| 2001–2002 | Disco Pigs                                           |                                           | Glej Theater (Ljubljana)                                                                          |
| 2002–2003 | Die Möwe                                             |                                           | Slowenisches Nationaltheater Drama (Ljubljana)                                                    |
| 2002–2003 | Outskirts                                            |                                           | Slowenisches Nationaltheater Drama (Ljubljana)                                                    |
| 2002–2003 | Wie es euch gefällt                                  |                                           | Slowenisches Nationaltheater Drama (Ljubljana)                                                    |
| 2003–2004 | Auf der Suche nach der verlorenen Zeit               |                                           | Slowenisches Nationaltheater Drama (Ljubljana)                                                    |
| 2003–2004 | The Shape of Things                                  |                                           | Slowenisches Nationaltheater Drama (Ljubljana)                                                    |
| 2003–2004 | Medea Material                                       |                                           | Mini Theater (Ljubljana) Cankarjev dom (Ljubljana)                                                |
| 2003–2004 | More                                                 |                                           | Via Negativa (Ljubljana) Gej Theater (Ljubljana)                                                  |
| 2003–2004 | Phèdre                                               |                                           | Slowenisches Nationaltheater Drama (Ljubljana)                                                    |
| 2004–2005 | Marsch                                               |                                           | Mini Theater (Ljubljana) HNK Ivan pl. Zajc (Rijeka)                                               |
| 2004–2005 | Alamut                                               |                                           | Young Director’s Project (Salzburg)                                                               |
| 2004–2005 | Die Brüder Karamasow                                 |                                           | Slowenisches Nationaltheater Drama (Ljubljana)                                                    |
| 2004–2005 | Tchrimekundan Or The Unblinded                       |                                           | Slowenisches Nationaltheater Drama (Ljubljana)                                                    |
| 2005      | Would – Would Not                                    |                                           | Via Negativa (Ljubljana)                                                                          |
| 2006      | Anna Karenina                                        | Serpuhowskie                              | Slowenisches Nationaltheater Drama (Ljubljana)                                                    |
| 2006      | Krankheit der Jugend                                 | Freder                                    | Slowenisches Nationaltheater Drama (Ljubljana)                                                    |
| 2006      | Viva Verdi                                           |                                           | Via Negativa (Ljubljana) HNK Zagreb (Zagreb)                                                      |
| 2006      | Ödipus in Korinth                                    | Polybos                                   | Slowenisches Nationaltheater Drama (Ljubljana)                                                    |
| 2007      | Gespenster                                           | Oswald                                    | Slowenisches Nationaltheater Drama (Ljubljana)                                                    |
| 2007      | Romantische Seelen                                   | Dr. Strnen                                | Slowenisches Nationaltheater Drama (Ljubljana)                                                    |
| 2007      | Das Käthchen von Heilbronn                           | Friedrich Wetter Graf vom Strahl          | Slowenisches Nationaltheater Drama (Ljubljana)                                                    |
| 2008      | Vladimir                                             | Aleš M.                                   | Slowenisches Nationaltheater Drama (Ljubljana)                                                    |
| 2008      | Der Eroberer                                         | Balthasar                                 | Slowenisches Nationaltheater Drama (Ljubljana)                                                    |
| 2008      | Einfach das Ende der Welt                            | Louis                                     | Slowenisches Nationaltheater Drama (Ljubljana)                                                    |
| 2009      | Macbeth                                              | Macbeth                                   | Mini Theater(Ljubljana)                                                                           |
| 2009      | Schlund                                              | ..., jener, der seinen Namen gegessen hat | Slowenisches Nationaltheater Drama (Ljubljana)                                                    |
| 2009      | Der Weg nach Jajce                                   | Peter                                     | Slowenisches Nationaltheater Drama (Ljubljana)                                                    |
| 2009      | Sallinger                                            | Al                                        | Mini Theater (Ljubljana) Théâtre National de Bretagne (Rennes)                                    |
| 2009      | Viva Mandić (Soloperformance)                        |                                           | Via Negativa (Ljubljana)                                                                          |
| 2009      | Roberto Zucco                                        | Roberto Zucco                             | Slowenisches Nationaltheater Drama (Ljubljana)                                                    |
| 2010      | Ma & Al                                              | Al                                        | Mini Theater (Ljubljana)                                                                          |
| 2010      | Platonow                                             | Platonow                                  | Slowenisches Nationaltheater Drama (Ljubljana)                                                    |
| 2010      | Jagdszenen aus Niederbayern                          | Volker                                    | PG Kranj (Kranj)                                                                                  |

## Filmografie (Auswahl)
- 1996: Express, Express
- 1999: Ščetka (Kurzfilm)
- 2001: Barabe!
- 2002: Vladimir (Fernsehfilm)
- 2004: Vlažnost 81% (Kurzfilm)
- 2007: Vikend paket
- 2008: Pokrajina št. 2
- 2009: Za konec časa
- 2010: Zivilcourage (Fernsehfilm)
- 2010: Im Angesicht des Verbrechens (Fernsehserie)
- 2010: Neke druge priče
- 2010: Prepisani (Fernsehserie)
- 2011: Na terapiji (Fernsehserie)
- 2013: Lose Your Head (Kinofilm)
- 2013: Gold
- 2015: Nackt unter Wölfen
- 2016: Auf kurze Distanz
- 2016: Alarm für Cobra 11 – Die Autobahnpolizei (Fernsehserie)
- 2019: O Beautiful Night
- 2024: Family Therapy

## Auszeichnungen (Auswahl)
- 1997: Prešeren-Studentenpreis
- 2002: Borštnik-Preis als Bester Theaterschauspieler für The Celebration (Rolle: Christian) und Cleansed (John Tinker)
- 2002: Severjeva-Preis
- 2007: Slowenischer Shooting Star bei den Internationalen Filmfestspielen Berlin
- 2007: Borštnik-Preis als Bester Theaterschauspieler für Romantische Seelen (Rolle: Dr. Strnen) und Ödipus in Korinth (Polybos)
- 2008: Borštnik-Preis als Bester Theaterschauspieler für Das Käthchen von Heilbronn (Rolle: Graf vom Strahl)
- 2009: Prešeren-Preis für seine Schauspielrollen der zurückliegenden zwei Jahre
- 2009: Borštnik-Preis als Bester Theaterschauspieler für Macbeth (Rolle: Macbeth)
- 2010: Deutscher Fernsehpreis in der Kategorie Besondere Leistung Fiktion für Im Angesicht des Verbrechens (gemeinsam mit Marie Bäumer, Vladimir Burlakov, Alina Levshin, Mišel Matičević, Katharina Nesytowa, Max Riemelt und Ronald Zehrfeld)
- 2011: Judita-Preis für das Theaterstück Ma and Al
- 2012: Satir-Preis für das Theaterstück Ma and Al